# 藤原清隆
藤原 清隆（ふじわら の きよたか）は、平安時代後期の公卿。因幡守・藤原隆時の子。官位は正二位・権中納言。猫間中納言と号す。

## 経歴
父・隆時は白河院の近臣として白河院政を財政面から支え、清隆自身は鳥羽天皇の乳母父となったことから晩年に破格の昇進を遂げた。院政期に勢力を拡大した受領層の一人である。また、有力諸家に娘を嫁がせて縁戚関係を築いた。

## 官歴
『公卿補任』による。
- 長治2年（1105年） 12月19日：蔵人所雑色
- 嘉承元年（1106年） 1月16日：六位蔵人。12月5日：左近衛将監
- 嘉承2年（1107年） 7月19日：止六位蔵人
- 嘉承3年（1108年） 1月24日：従五位下
- 天永2年（1111年） 1月26日：兵部権少輔
- 天永4年（1113年） 2月28日：従五位上
- 永久2年（1114年） 1月22日：左衛門佐
- 永久4年（1116年） 1月30日：紀伊守
- 永久5年（1117年） 3月8日：正五位下
- 永久6年（1118年） 1月26日：兼中宮権大進。11月25日：昇殿
- 元永3年（1120年） 1月7日：従四位下
- 保安2年（1121年） 4月5日：中宮大進。9月28日：兼丹波守
- 保安3年（1122年） 11月11日：昇殿
- 保安4年（1123年） 1月28日：新帝（崇徳天皇）昇殿。4月5日：讃岐守。7月5日：還昇
- 天治元年（1124年） 11月24日：止中宮大進、待賢門院別当
- 大治元年（1126年） 1月2日：従四位上
- 大治3年（1128年） 1月3日：正四位下
- 大治4年（1129年） 1月30日：兼越後守
- 天承2年（1132年） 1月26日：内蔵頭
- 保延2年（1136年） 1月30日：兼播磨守、内蔵頭兼帯
- 保延5年（1139年） 8月17日：兼春宮亮。10月26日：正四位上。12月30日：兼伊予守、内蔵頭と春宮亮兼帯。
- 永治元年（1141年） 4月27日：辞内蔵頭（藤原長輔を右馬頭に挙任）。12月2日：辞伊予守（藤原定隆を備中守に挙任）。12月7日：止春宮亮（新帝即位（近衛天皇））。12月13日：蔵人頭
- 永治2年（1142年） 1月5日：正三位（越階。春宮亮功労）。12月21日：参議
- 康治2年（1143年） 1月27日：兼播磨権守
- 久安4年（1148年） 1月28日：兼越前権守
- 久安5年（1149年） 7月28日：権中納言。8月2日：兼大宰権帥。10月22日：従二位
- 仁平2年（1152年） 3月8日：正二位
- 仁平3年（1153年） 閏12月23日：辞大宰権帥
- 久寿2年（1155年） 5月24日：出家
- 応保2年（1162年） 4月17日：死去。

## 系譜
『尊卑分脈』による。
- 父：藤原隆時
- 母：藤原貞職の娘（藤原貞職は藤原為時の孫紫式部の甥）
- 妻：高階為行の娘
  - 男子：藤原隆能
- 妻：平正盛の娘
  - 男子：藤原隆盛
- 妻：藤原家子（藤原家政の娘） - 近衛天皇の乳母
  - 男子：藤原光隆（1127-1201）
  - 男子：藤原清成
  - 男子：藤原頼季
  - 男子：藤原定隆（1134-1170）
  - 男子：藤原通成 - 藤原経宗の養子
  - 男子：清円
- 妻：待賢門院女房小丹波
  - 男子：藤原時房 - 藤原公能の養子
- 妻：藤原顕憲の娘
  - 男子：覚成
- 生母不詳の子女
  - 男子：覚隆 - 一説では藤原光隆の子[2]
  - 女子：三条公教室
  - 女子：藤原長輔室
  - 女子：藤原経宗室
  - 女子：平範家室
  - 女子：藤原重方室
  - 女子：藤原忠基室
- 養子女
  - 男子：隆雅 - 実は藤原顕憲の子